# Файзабад (Індія)
|часовой пояс            = +5:30
Файзабад (гінді फ़ैज़ाबाद, урду فیض آباد) — місто на північному сході центральної частини індійського штату Уттар-Прадеш. Є адміністративним центром однойменного округу.

## Географія
Місто розташовано на берегах річки Ґхаґхара, за 128 км на схід від Лакхнау, 165 км на північ від Аллахабада й 200 км на північний захід від Варанасі.

## Відомі уродженці
- Брадж Нараян Чакбаст — індійський поет
- Баррі Хей — голландський музикант і співак, лідер рок-гурту Golden Earring.